# Agrias opaca
Agrias opaca är en fjärilsart som beskrevs av Peter William Michael 1925. Agrias opaca ingår i släktet Agrias och familjen praktfjärilar. Inga underarter finns listade i Catalogue of Life.